# Équipe d'Écosse des moins de 19 ans de football
Cet article traite de l'équipe masculine. Pour l'équipe féminine, voir Équipe d'Écosse féminine de football des moins de 19 ans.
Maillots
L'équipe d'Écosse de football des moins de 19 ans est constituée par une sélection des meilleurs joueurs écossais de moins de 19 ans sous l'égide de la Fédération d'Écosse de football.

## Résultats sportifs

### Titres et trophées
- Championnat d'Europe junior / -18ans / -19ans (1)
  - Vainqueur : 1982
  - Finaliste : 2006
  - Troisième : 1963, 1970, 1974

Avant 2002, l'équipe d'Écosse des moins de 18 ans de football participe aux compétitions qui concernent alors la catégorie correspondante.

### Parcours en Championnat d'Europe
Avant 2002, l'équipe d'Écosse des moins de 18 ans de football participe aux compétitions qui concernent alors la catégorie correspondante.
| Parcours à l'Euro avant 2002 (juniors puis U18) | Parcours à l'Euro avant 2002 (juniors puis U18) | Parcours à l'Euro avant 2002 (juniors puis U18) | Parcours à l'Euro avant 2002 (juniors puis U18) | Parcours à l'Euro avant 2002 (juniors puis U18) | Parcours à l'Euro avant 2002 (juniors puis U18) | Parcours à l'Euro avant 2002 (juniors puis U18) | Parcours à l'Euro avant 2002 (juniors puis U18) |                 |
| Années                                          | Tour                                            | MJ                                              | G                                               | N                                               | D                                               | Bp                                              | Bc                                              |                 |
| ----------------------------------------------- | ----------------------------------------------- | ----------------------------------------------- | ----------------------------------------------- | ----------------------------------------------- | ----------------------------------------------- | ----------------------------------------------- | ----------------------------------------------- | --------------- |
| 1948                                            | Non participant                                 | Non participant                                 | Non participant                                 | Non participant                                 | Non participant                                 | Non participant                                 | Non participant                                 | Non participant |
| 1949                                            | 6e place                                        | 2                                               | 0                                               | 0                                               | 2                                               | 2                                               | 4                                               |                 |
| 1950                                            | Non participant                                 | Non participant                                 | Non participant                                 | Non participant                                 | Non participant                                 | Non participant                                 | Non participant                                 | Non participant |
| 1951                                            | Non participant                                 | Non participant                                 | Non participant                                 | Non participant                                 | Non participant                                 | Non participant                                 | Non participant                                 | Non participant |
| 1952                                            | Non participant                                 | Non participant                                 | Non participant                                 | Non participant                                 | Non participant                                 | Non participant                                 | Non participant                                 | Non participant |
| 1953                                            | Non participant                                 | Non participant                                 | Non participant                                 | Non participant                                 | Non participant                                 | Non participant                                 | Non participant                                 | Non participant |
| 1954                                            | Non participant                                 | Non participant                                 | Non participant                                 | Non participant                                 | Non participant                                 | Non participant                                 | Non participant                                 | Non participant |
| 1955                                            | Non participant                                 | Non participant                                 | Non participant                                 | Non participant                                 | Non participant                                 | Non participant                                 | Non participant                                 | Non participant |
| 1956                                            | Non participant                                 | Non participant                                 | Non participant                                 | Non participant                                 | Non participant                                 | Non participant                                 | Non participant                                 | Non participant |
| 1957                                            | Non participant                                 | Non participant                                 | Non participant                                 | Non participant                                 | Non participant                                 | Non participant                                 | Non participant                                 | Non participant |
| 1958                                            | Non participant                                 | Non participant                                 | Non participant                                 | Non participant                                 | Non participant                                 | Non participant                                 | Non participant                                 | Non participant |
| 1959                                            | Non participant                                 | Non participant                                 | Non participant                                 | Non participant                                 | Non participant                                 | Non participant                                 | Non participant                                 | Non participant |
| 1960                                            | Non participant                                 | Non participant                                 | Non participant                                 | Non participant                                 | Non participant                                 | Non participant                                 | Non participant                                 | Non participant |
| 1961                                            | Non participant                                 | Non participant                                 | Non participant                                 | Non participant                                 | Non participant                                 | Non participant                                 | Non participant                                 | Non participant |
| 1962                                            | Non participant                                 | Non participant                                 | Non participant                                 | Non participant                                 | Non participant                                 | Non participant                                 | Non participant                                 | Non participant |
| 1963                                            | 3e place                                        | 5                                               | 3                                               | 0                                               | 2                                               | 12                                              | 6                                               |                 |
| 1964                                            | 4e place                                        | 5                                               | 3                                               | 0                                               | 2                                               | 10                                              | 7                                               |                 |
| 1965                                            | Phase de groupe                                 | 2                                               | 1                                               | 1                                               | 0                                               | 2                                               | 1                                               |                 |
| 1966                                            | Phase de groupe                                 | 3                                               | 1                                               | 2                                               | 0                                               | 4                                               | 3                                               |                 |
| 1967                                            | Qualification                                   | –                                               | –                                               | –                                               | –                                               | –                                               | –                                               |                 |
| 1968                                            | Phase de groupe                                 | 3                                               | 2                                               | 0                                               | 1                                               | 6                                               | 2                                               |                 |
| 1969                                            | 4e place                                        | 5                                               | 2                                               | 1                                               | 2                                               | 5                                               | 5                                               |                 |
| 1970                                            | 3e place                                        | 5                                               | 3                                               | 1                                               | 1                                               | 11                                              | 4                                               |                 |
| 1971                                            | Qualification                                   | –                                               | –                                               | –                                               | –                                               | –                                               | –                                               |                 |
| 1972                                            | Phase de groupe                                 | 3                                               | 2                                               | 0                                               | 1                                               | 6                                               | 4                                               |                 |
| 1973                                            | Phase de groupe                                 | 3                                               | 1                                               | 0                                               | 2                                               | 3                                               | 4                                               |                 |
| 1974                                            | 3e place                                        | 5                                               | 3                                               | 1                                               | 1                                               | 11                                              | 4                                               |                 |
| 1975                                            | Qualification                                   | –                                               | –                                               | –                                               | –                                               | –                                               | –                                               |                 |
| 1976                                            | retiré                                          | retiré                                          | retiré                                          | retiré                                          | retiré                                          | retiré                                          | retiré                                          | retiré          |
| 1977                                            | retiré                                          | retiré                                          | retiré                                          | retiré                                          | retiré                                          | retiré                                          | retiré                                          | retiré          |
| 1978                                            | 4e place                                        | 5                                               | 2                                               | 2                                               | 1                                               | 5                                               | 5                                               |                 |
| 1979                                            | Phase de groupe                                 | 3                                               | 2                                               | 0                                               | 1                                               | 5                                               | 5                                               |                 |
| 1980                                            | Qualification                                   | –                                               | –                                               | –                                               | –                                               | –                                               | –                                               |                 |
| 1981                                            | Phase de groupe                                 | 3                                               | 2                                               | 1                                               | 0                                               | 3                                               | 1                                               |                 |
| 1982                                            | Vainqueur                                       | 5                                               | 4                                               | 1                                               | 0                                               | 11                                              | 2                                               |                 |
| 1983                                            | Phase de groupe                                 | 3                                               | 1                                               | 1                                               | 1                                               | 4                                               | 4                                               |                 |
| 1984                                            | Phase de groupe                                 | 3                                               | 1                                               | 1                                               | 1                                               | 4                                               | 5                                               |                 |
| 1986                                            | 4e place                                        | 3                                               | 1                                               | 0                                               | 2                                               | 1                                               | 2                                               |                 |
| 1988                                            | Qualification                                   | –                                               | –                                               | –                                               | –                                               | –                                               | –                                               |                 |
| 1990                                            | Qualification                                   | –                                               | –                                               | –                                               | –                                               | –                                               | –                                               |                 |
| 1992                                            | Qualification                                   | –                                               | –                                               | –                                               | –                                               | –                                               | –                                               |                 |
| 1993                                            | Qualification                                   | –                                               | –                                               | –                                               | –                                               | –                                               | –                                               |                 |
| 1994                                            | Qualification                                   | –                                               | –                                               | –                                               | –                                               | –                                               | –                                               |                 |
| 1995                                            | Qualification                                   | –                                               | –                                               | –                                               | –                                               | –                                               | –                                               |                 |
| 1996                                            | Qualification                                   | –                                               | –                                               | –                                               | –                                               | –                                               | –                                               |                 |
| 1997                                            | Qualification                                   | –                                               | –                                               | –                                               | –                                               | –                                               | –                                               |                 |
| 1998                                            | Qualification                                   | –                                               | –                                               | –                                               | –                                               | –                                               | –                                               |                 |
| 1999                                            | Qualification                                   | –                                               | –                                               | –                                               | –                                               | –                                               | –                                               |                 |
| 2000                                            | Qualification                                   | –                                               | –                                               | –                                               | –                                               | –                                               | –                                               |                 |
| 2001                                            | Qualification                                   | –                                               | –                                               | –                                               | –                                               | –                                               | –                                               |                 |
| Total                                           | 18/50                                           | 66                                              | 34                                              | 12                                              | 20                                              | 104                                             | 68                                              |                 |

| Années | Tour                  | MJ | G | N | D | Bp | Bc |
| ------ | --------------------- | -- | - | - | - | -- | -- |
| 2002   | Tour préliminaire     | –  | – | – | – | –  | –  |
| 2003   | 1er tour qualificatif | –  | – | – | – | –  | –  |
| 2004   | 2d tour qualificatif  | –  | – | – | – | –  | –  |
| 2005   | Tour élite            | –  | – | – | – | –  | –  |
| 2006   | Finaliste             | 5  | 2 | 1 | 2 | 7  | 10 |
| 2007   | Tour élite            | –  | – | – | – | –  | –  |
| 2008   | 1er tour qualificatif | –  | – | – | – | –  | –  |
| 2009   | Tour élite            | –  | – | – | – | –  | –  |
| 2010   | Tour élite            | –  | – | – | – | –  | –  |
| 2011   | 1er tour qualificatif | –  | – | – | – | –  | –  |
| 2012   | 1er tour qualificatif | –  | – | – | – | –  | –  |
| 2013   | Tour élite            | –  | – | – | – | –  | –  |
| 2014   | 1er tour qualificatif | –  | – | – | – | –  | –  |
| 2015   | Tour élite            | –  | – | – | – | –  | –  |
| 2016   | Tour élite            | –  | – | – | – | –  | –  |
| 2017   | Tour élite            | –  | – | – | – | –  | –  |
| 2018   | Tour élite            | –  | – | – | – | –  | –  |
| 2019   | Tour élite            | –  | – | – | – | –  | –  |
| Total  | 1/18                  | 5  | 2 | 1 | 2 | 7  | 10 |

## Personnalités remarquables

### Sélectionneurs
| Nom              | Période     |
| ---------------- | ----------- |
| Billy Stark (en) | depuis 2018 |
| Donald Park (en) | 2017 - 2018 |
| Ricky Sbragia    | 2016 - 2017 |
| Scot Gemmill     | 2015 - 2016 |
| Ricky Sbragia    | 2012 - 2015 |
| Billy Stark (en) | 2009 - 2012 |
| Archie Gemmill   | 2005 - 2009 |
| Walter Smith     | 1978 - 1982 |

### Joueurs
| Nom            | Sél |
| -------------- | --- |
| Scott Wright   | 15  |
| Andrew Kennedy | 13  |
| Ryan Sinnamon  | 12  |
| Jack Grimmer   | 12  |
| Liam Henderson | 11  |
| Scott McKenna  | 11  |